# Cocquerel
Cocquerel (picardisch: Cocré) ist eine nordfranzösische Gemeinde mit 219 Einwohnern (Stand 1. Januar 2022) im Département Somme in der Region Hauts-de-France. Die Gemeinde liegt im Arrondissement Abbeville, in der Communauté de communes Ponthieu-Marquenterre und im Kanton Rue.

## Geographie
Die Gemeinde am nördlichen (rechten) Ufer der Somme liegt rund 5,5 km südwestlich von Ailly-le-Haut-Clocher an der Départementsstraße D112, die dem Ufer der Somme folgt. Sie erstreckt sich im Norden bis zur Autoroute A16. Eine Brücke über die Somme verbindet sie mit dem am Südufer dieses Flusses gelegenen Fontaine-sur-Somme. Zu der Gemeinde gehört der Ortsteil Longuet im Osten an der Gemeindegrenze zu Long. Das Gemeindegebiet liegt im Regionalen Naturpark Baie de Somme Picardie Maritime.

## Geschichte
Das Schloss von Cocquerel wurde 1940 zerstört und durch ein neues Gebäude ersetzt. Die Wirtschaftsgebäude blieben erhalten.
| 1962 | 1968 | 1975 | 1982 | 1990 | 1999 | 2006 | 2018 |
| ---- | ---- | ---- | ---- | ---- | ---- | ---- | ---- |
| 151  | 138  | 117  | 114  | 141  | 172  | 199  | 227  |

## Sehenswürdigkeiten
- 1913 als Monument historique klassifizierte Kirche Saint-Martin aus dem 16. Jahrhundert mit niedrigem Schiff und großem Chor (Base Mérimée PA00116118)[1]
- Kapelle Saint-Julien in Longuet[2]
- Schloss in Longuet aus dem 19. Jahrhundert

## Persönlichkeiten
- Gilles de Robien (* 1941), Politiker und ehemaliger Minister, hier geboren